# ادیت اشتاین
ادیت اشتاین (به آلمانی: Edith Stein) (زاده ۱۲ اکتبر ۱۸۹۱ - درگذشته ۹ اگوست ۱۹۴۲) فیلسوف کاتولیک و راهبه آلمانی بود.
او را شهید کلیسای کاتولیک رم می‌دانند.
او در یک خانواده یهودی به دنیا آمد، در دوران نوجوانی بی‌ایمان شد و در ۱ ژانویه ۱۹۲۲ به کلیسای کاتولیک رم پیوست. در سال ۱۹۳۴ به عنوان داوطلب وارد گروه کرملی‌های پابرهنه شد. او اگرچه برای فرار از نازی‌ها از آلمان به هلند رفت، اما در سال ۱۹۴۲ دستگیر و به اردوگاه آشویتس فرستاده شد که آنجا در اتاق گاز درگذشت. پاپ ژان پل دوم در سال ۱۹۹۸ او را جزو قدیسان اعلام کرد.
اشتاین در سال ۱۹۱۶ با نگارش رساله‌ای تحت عنوان «دربارهٔ مسئله همدلی» به راهنمایی ادموند هوسرل از دانشگاه گوتینگن دکترا گرفت و مدتی نیز با مارتین هایدگر همکاری داشت.